# Prairialkuppen
Prairialkuppen var en oblodig statskupp som ägde rum i Paris den 18 juni 1799 (30 prairial år VII).
Förutsättningen för kuppen var den demokratiska seger, vari årets val till de femhundrades råd utmynnat. Från både demokrater och moderata riktades våldsamma angrepp mot särskilt tre av direktoriets medlemmar, Jean Baptiste Treilhard, Philippe Antoine Merlin och Louis-Marie de La Révellière-Lépeaux. 28 prairial förklarades Treilhards val till direktor olagligt, och han ersattes av Louis-Jérôme Gohier. Våldsamma attacker följde mot de två övriga, som till att börja med vägrade avgå, men slutligen 30 prairial gav efter för trycket. Det är omtvistat i vad mån hot om användning av militära maktmedel medverkat till deras avgång. Även Paul Barras roll i kuppen är oklar. Säkert är att prairialkuppen medförde minskad makt för Barras och ökat inflytande för Emmanuel Joseph Sieyès inom direktoriet.